# Taraxacum patagonicum
Taraxacum patagonicum là một loài thực vật có hoa trong họ Cúc. Loài này được Uhlemann mô tả khoa học đầu tiên năm 2002.